# ماريا أولمبيا أميرة اليونان والدنمارك
ماريا أولمبيا أميرة اليونان والدنمارك (بالإنجليزية: Princess Maria-Olympia of Greece and Denmark)‏ (25 يوليو 1996) هي البنت الكبرى والإبنه الوحيدة لولي العهد الأمير بافلوس، وزوجته ماري. هي حفيده قسطنطين الثاني وجلالة الملكة آن ماري، الذان كانا ملك وملكة من الإغريق حتى تم إلغاء النظام الملكي في عام 1973.